# Liste der Monuments historiques in La Jarne
Die Liste der Monuments historiques in La Jarne führt die Monuments historiques in der französischen Gemeinde La Jarne auf.

## Liste der Bauwerke
| Bezeichnung        | Beschreibung                                                                         | Standort | Kennzeichnung | Schutzstatus | Datum | Bild           |
| ------------------ | ------------------------------------------------------------------------------------ | -------- | ------------- | ------------ | ----- | -------------- |
| Château de Buzay   | Schloss mit Nebengebäuden, Kapelle und Park, entworfen von Nicolas Ducret, 1771–1776 | (Lage)   | PA00104772    | Classé       | 2004  | weitere Bilder |
| Kirche Notre-Dame  | einschiffige romanische Kirche, 12. Jahrhundert                                      | (Lage)   | PA00104773    | Classé       | 1907  | weitere Bilder |
| Maison Le Bois Not | Landhaus im flämischen Stil, 17. und 18. Jahrhundert                                 | (Lage)   | PA00104774    | Inscrit      | 1973  |                |

## Liste der Objekte
- Monuments historiques (Objekte) in La Jarne in der Base Palissy des französischen Kultusministeriums